# The Education of Charlie Banks
The Education of Charlie Banks è un film del 2007 diretto da Fred Durst, girato a New York e a Providence (Rhode Island).
Il film è interpretato dagli attori: Jesse Eisenberg, Jason Ritter, Eva Amurri, Chris Marquette, Sebastian Stan e Gloria Votsis. Ha avuto la sua anteprima mondiale al Tribeca Film Festival 2007, che ha avuto luogo nella città di New York dal 25 aprile al 6 maggio, di quell'anno. Questo film ha vinto il Made in NY Narrative Award, per il miglior film fatto a New York.
Nell'ottobre del 2007 lo studio Anchor Bay Entertainment ha annunciato di aver acquisito i diritti per il rilascio di The Education of Charlie Banks, nei teatri e in home video in tutto il Nord America. È previsto che per la primavera del 2008 uscirà la versione teatrale di questo film.

## Trama
La tranquilla vita da studente universitario di Charlie Banks (Jesse Eisenberg) viene sconvolta dall'arrivo improvviso al campus di una sua vecchia conoscenza. Mick (Jason Ritter), ragazzo dal passato violento, geloso della vita privilegiata del suo compagno d'infanzia mette in campo tutto il suo carisma per conquistare gli amici di Charlie e fare colpo su Mary (Eva Amurri) la ragazza per cui Charlie ha una cotta. La rabbia, la paura, la gelosia, ma anche l'ammirazione che Charlie prova per Mick e un segreto della loro adolescenza porteranno a disastrose conseguenze.

## Riconoscimenti
- Made in NY Narrative Award